# Marie Schlumpf
Anna Marie Schlumpf (* 15. April 1853 in Zweiern, Buonas; † 10. März 1907 in Buonas) war eine Schweizer Schriftstellerin.

## Leben
Marie Schlumpf war das einzige Kind einfacher Landleute, die einen Spezereihandel betrieben. Sie besuchte sechseinhalb Jahre die von Nonnen geleitete Primarschule in Risch. Durch Schreibarbeiten für schreibunkundige Dorfbewohner entwickelte sich ihre Lust am Schreiben. Ihre ersten Erzählungen und Novellen erschienen in lokalen Zeitungen und Zeitschriften. Sie ging eine Ehe mit ihrem Vetter Laurenz Schlumpf (1855–1890) ein, die 1886 wieder geschieden wurde. Aus der Ehe gingen drei Kinder hervor. Sie finanzierte den Unterhalt der Familie mit dem Spezeriehandel, Schneiderarbeiten und ihrer schriftstellerischen Tätigkeit. 1905 wurde ihr Haus in Buonas durch einen Brand vernichtet.
In ihren Werken schildert sie das bäuerliche Leben und vertritt eine liberal-aufgeklärte Lebensauffassung, besonders in ihrem Roman Der Weibermann.
Ihre Tochter Marie Katharine (1880–1945) wurde Lehrerin in Wettingen und veröffentlichte das Religionsbüchlein für Mutter und Kind, das zwischen 1933 und 1942 in sechs Auflagen erschien, ab 1939 bei Herder in Freiburg im Breisgau.

## Werke
- Das verlorne Kind. Vaterländisches Schauspiel in 5 Akten (= Bibliothek vaterländischer Schauspiele. Bdch. 57). Nach der gleichnamigen Erzählung von Jakob Frey für die Bühne bearbeitet. Sauerländer, Aarau 1898, 87 S.
- Das Ländermädchen. Schauspiel in 5 Akten aus den Tagen der französischen Internierung 1871 (= Bibliothek vaterländischer Schauspiele. Bdch. 62). Nach deren Erzählung «Die Samariterin». Sauerländer, Aarau 1899, 75 S.
- Marien, «der Bub». Erzählung. In: Deutsche Roman-Bibliothek. Bd. 31,2, Deutsche Verlags-Anstalt, Stuttgart 1903.
- Remigius. Erzählung. In: Deutsche Roman-Bibliothek. Bd. 32, Deutsche Verlags-Anstalt, Stuttgart 1904, S. 401, 419, 440, 449, 469, 489 und 509.
  - Remigius. Erzählung (= Gute Schriften. Nr. 64). Bollmann, Zürich 1906, 126 S.
- Der Weibermann. Roman. Vorrede von Ernst Zahn. Fleischel, Berlin 1908, 230 S.